# Strefa promienista
Strefa promienista – obszar wnętrza gwiazdy, w którym transport energii odbywa się wyłącznie przez promieniowanie cieplne, nie zachodzi transport energii przez konwekcję. Ilość energii jaka może być przenoszona przez promieniowanie jest zależna od temperatury i właściwości plazmy w danym obszarze gwiazdy, a przenoszona energia i parametry ośrodka zależą od masy gwiazdy i jej wieku.
Przeciwieństwem strefy promienistej jest strefa konwektywna.

## Omówienie
We wnętrzach gwiazd zachodzi wytwarzanie energii, która jest transportowana na zewnątrz. Przenoszenie energii następuje poprzez promieniowanie cieplne i konwekcję. Gdyby energia w plazmie przenoszona była tylko przez promieniowanie, to wywołałoby to gradient temperatury określony wzorem:
{\displaystyle {\frac {{\text{d}}T(r)}{{\text{d}}r}}\ =\ -{\frac {3\kappa (r)\rho (r)L(r)}{(4\pi r^{2})(16\sigma )T^{3}(r)}}}
gdzie:
- {\displaystyle \kappa (r)} – nieprzezroczystość plazmy,
- {\displaystyle \rho (r)} – gęstość,
- {\displaystyle L(r)} – jasność gwiazdy, ilość energii przenoszonej przez sferę o promieniu r,
- {\displaystyle \sigma } – Stała Stefana-Boltzmanna[1].

Nieprzezroczystość plazmy {\displaystyle (\kappa ),} oraz strumień promieniowania {\displaystyle (L)} w rozpatrywanej warstwie gwiazdy są ważnymi czynnikami w określaniu, efektywności przenoszenia energii (małego gradientu). Mała przezroczystość i duża jasność może powodować duży gradient temperatury. W otoczce gwiazdy (jasność gwiazdy nie zmienia się) w miarę oddalania się od centrum gwiazdy spada temperatura, przez co zmniejsza się skuteczność przekazywania energii przez promieniowanie, a tym samym rośnie gradient temperatury. Jeżeli gradient temperatury przekroczy gradient adiabatyczny, to cieplejsza plazma położona niżej będzie dążyła do wypłynięcia wyżej.
Dla jednoatomowego niezdegenerowanego gazu, adiabatyczny gradient temperatury zależy tylko od masy molowej gazu i przyspieszenia grawitacyjnego. Kiedy gradient temperatury w warstwie jest mniejszy niż gradient adiabatyczny, konwekcja nie występuje. Brak konwekcyjnego mieszania materii powoduje, że skład pierwiastkowy warstw gwiazdy różni się w zależności od głębokości, ponieważ w głębi gwiazdy zachodzą reakcje termojądrowe, zmieniające ten skład.
Dla gradientu adiabatycznego zachodzi:
{\displaystyle \left({\frac {dT}{dr}}\right)_{ad}={\frac {\gamma -1}{\gamma }}{\frac {T}{P}}{\frac {dP}{dr}}.}
Z powyższego wynika:
{\displaystyle {\frac {d\ln T}{d\ln P}}>{\frac {\gamma -1}{\gamma }}.}
Dla gazu w pełni zjonizowanego {\displaystyle (\gamma -1)/\gamma =2/5).}
Dla materii spełniającej prawo gazu doskonałego będącej w równowadze hydrostatycznej, powyższe równanie można wyrazić w postaci:
{\displaystyle {\frac {d\ln T}{d\ln P}}={\frac {3k}{16\pi acGm_{H}}}{\frac {\kappa }{\mu }}{\frac {L(r)}{m(r)}}{\frac {\rho }{T^{3}}}}
Konwekcja może zachodzić gdy:
- {\displaystyle L(r)/m(r)} jest duże. Warunek ten oznacza, że średnia ilość wytwarzania energii na jednostkę masy w promieniu r jest duża. Ma to zazwyczaj miejsce we wnętrzach masywnych gwiazd. Wytwarzanie energii w takich gwiazdach jest szybko rosnącą funkcją temperatury i tym samym jest silnie skoncentrowane w centrum gwiazdy. Dlatego stosunek {\displaystyle L/m} jest duży, a gwiazda ma konwekcyjny rdzeń.
- {\displaystyle \kappa }(nieprzezroczystość plazmy) jest duże. Warunek jest spełniony w zewnętrznych warstwach stosunkowo lekkich gwiazd z ciągu głównego lub, bardziej ogólnie, gwiazdach o niskiej temperaturze powierzchni, temperatura w zewnętrznych częściach gwiazdy jest niska, a przez to nieprzezroczystość wysoka. Dopiero dejonizacja helu i wodoru w niskich temperaturach zwiększa przezroczystość, co zachodzi w tzw. atmosferze gwiazdy.
- {\displaystyle \rho /T^{3}} jest duży. Jest to zwykle również spełnione w zewnętrznej części względnie chłodnych gwiazd.

## Gwiazdy ciągu głównego

Schematyczne przedstawienie obszarów dominacji transportu energii przez promieniowanie (czerwone zygzaki) w gwiazdach ciągu głównego o różnej masie

### Słońce

Strefy – promienista i konwektywna – na przykładzie budowy Słońca

W Słońcu transport promienisty dominuje w jądrze i w wewnętrznej warstwie otoczki (do 5,15×105 km od środka Słońca), podczas gdy jej zewnętrzna część jest zdominowana przez konwekcję. Tylko wewnętrzna część otoczki jest nazywana warstwą promienistą; w odróżnieniu od jądra nie zachodzą w niej reakcje syntezy jądrowej. Rozciąga się ona od 0,25 do 0,70 promienia Słońca (od ok. 121 800 km do ok. 487 200 km). W warstwie promienistej fotony podlegają wielokrotnie rozpraszaniu, absorpcji i reemisji, przez co ich droga ku powierzchni jest bardzo złożona i długotrwała: przebycie tej warstwy zajmuje światłu 200 000 – 1 000 000 lat. Brak konwekcji w tej warstwie sprawia, że do jądra nie dociera nowe paliwo i jego skład pierwiastkowy stopniowo zmienia się na skutek przemiany wodoru w hel. Ze względu na dużą gęstość materii jądro i warstwa promienista stanowią 98% masy Słońca. Przypuszcza się, że to na granicy między jednolicie rotującą strefą promienistą a warstwą konwektywną, która podlega rotacji różnicowej, ma miejsce generacja pola magnetycznego Słońca przez mechanizm dynama magnetohydrodynamicznego; ten obszar graniczny nazywany jest tachokliną.
Warunki w strefie promienistej zmieniają się z głębokością: temperatura maleje od ok. 7 mln K w środku Słońca do 2 mln K na powierzchni, a gęstość od 20 do 0,2 g/cm³. W strefie promienistej przezroczystość materii jest duża, gdyż ze względu na wysoką temperaturę jony nie są w stanie utrzymać elektronów; wyżej spadek temperatury prowadzi do tego, że jądra cięższych pierwiastków (węgiel, azot, tlen, wapń i żelaza) są w stanie przyłączyć elektrony, co wywołuje zmniejszenie przezroczystości, zatrzymywanie ciepła, wzrost gradientu temperatury i zainicjowania konwekcji. Konwekcja jest wydajnym sposobem przenoszenia ciepła, dlatego gradient temperatury niewiele przekracza gradient adiabatyczny.

### Gwiazdy o małej masie
W gwiazdach o mniejszych masach warstwa promienista jest cieńsza. W szczególności czerwone karły o dostatecznie małej masie (<0,4 M☉) mogą być w całości konwektywne i w ogóle nie mieć strefy promienistej.

### Gwiazdy o dużej masie
Gwiazdy o masach porównywalnych ze Słońcem mają podobną do niego budowę, z warstwą promienistą tym grubszą, im większa jest masa gwiazdy. Transport ciepła przez promieniowanie dominuje w całej otoczce gwiazd o większej masie (>1,5 M☉), za to konwekcja wykształca się w jądrze. Dla przypadku pośredniej masy, co w ciągu głównym odpowiada typowi widmowemu A, w ogóle może nie być warstwy ulegającej konwekcji – wówczas całe wnętrze gwiazdy wymienia ciepło na drodze promieniowania.